# Liselott Linsenhoff
Liselotte Cornelia Wilhelmine Antonie Linsenhoff, detta Liselott (Francoforte sul Meno, 25 agosto 1927 – Antibes, 4 agosto 1999), è stata una cavallerizza tedesca, due volte campionessa olimpica nell'Equitazione.

## Biografia
Oltre alle cinque medaglie olimpiche vanta due medaglie ai Campionati europei di dressage.

## Palmarès
| Anno | Manifestazione  | Sede              | Evento               | Risultato |
| ---- | --------------- | ----------------- | -------------------- | --------- |
| 1956 | Giochi olimpici | Stoccolma         | Dressage individuale | Bronzo    |
| 1956 | Giochi olimpici | Stoccolma         | Dressage a squadre   | Argento   |
| 1968 | Giochi olimpici | Città del Messico | Dressage individuale | 8ª        |
| 1968 | Giochi olimpici | Città del Messico | Dressage a squadre   | Oro       |
| 1972 | Giochi olimpici | Monaco di Baviera | Dressage individuale | Oro       |
| 1972 | Giochi olimpici | Monaco di Baviera | Dressage a squadre   | Argento   |